# Яковенко, Владимир Мефодиевич
Яковенко Владимир Мефодиевич (7 ноября 1934 - 26 мая 2022) – украинский ученый в области теоретической радиофизики. Доктор физико-математических наук (1974), профессор (1984). Заслуженный деятель науки и техники (1990). Академик Национальной академии наук Украины ( 2000).

## Биография
Яковенко Владимир Мефодиевич родился 7 ноября 1934 года. В 1957 году окончил Харьковский государственный университет. С 1958 г. работал в Институте радиофизики и электроники им. О. Я. Усикова НАН Украины, с 1993 года – директор Института.
С 7 апреля 2000 года - действительный член (академик) Национальной академии наук Украины по специальности "Теоретическая радиофизика".  Входил в состав Комитета по Государственным премиям Украины в области науки и техники  .

## Научная деятельность
Основная сфера деятельности – теоретическая радиофизика, в рамках которой В. М. Яковенко сформировал новое научное направление - плазменные явления в ведущих твердых телах.
Создал классическую и квантовую теорию взаимодействия потоков заряженных частиц в неоднородной плазме полупроводников, слоистых периодических структурах и квантовых сверхрешетках.
В. М. Яковенко является автором 3 монографий и 260 научных работ. Подготовил 6 докторов и 12 кандидатов наук. Возглавлял Научный совет НАН Украины по проблеме «Радиофизика и СВЧ электроника», был главным редактором сборника научных трудов «Радиофизика и электроника», членом редколлегий ряда научных журналов («Наука и инновации», «Радиофизика и радиоастрономия»).

## Награды
- Премия НАН Украины имени К. Д. Синельникова (1987)
- Почётный научный сотрудник Международного института IEEE
- Орден князя Ярослава Мудрого V степени (2004)
- Почётный знак «Отличник образования»
- Премия НАН Украины имени В. Е. Лашкарева (2008)
- Премия НАН Украины имени Н. Н. Боголюбова (2014)